# سیمین، ساکن جزیره سرگردانی
سیمین، ساکنِ جزیرهٔ سرگردانی فیلمِ مستندی دربارهٔ سیمین دانشور است که حسن صلح‌جو در سال ۲۰۱۲ ساخته است.
در این فیلم با کسان فراوانی از جمله ابراهیم گلستان و اسماعیل خویی و سیمین بهبهانی و شهرنوش پارسی‌پور و عباس معروفی و عطاالله مهاجرانی و منیرو روانی‌پور و محسن مخملباف گفتگو شده است. تصاویری از سیمین دانشور نیز در این فیلم هست.